# Madonna: Truth or Dare
Madonna: Truth or Dare (també coneguda internacionalment com a In Bed with Madonna) és una pel·lícula documental estatunidenca de 1991 del director Alek Keshishian que narra la vida de l'estrella del pop Madonna durant la seva gira musical Blond Ambition de 1990. Inicialment planificada per ser una pel·lícula concert, Keshishian va quedar tan impressionat amb la vida entre bambolines que va convèncer Madonna per a fer una pel·lícula completa centrada en això. Madonna va finançar el projecte i va exercir de productora executiva. La pel·lícula és en blanc i negre per a emular el cinema veritat, mentre que les escenes dels concerts són en color.
Es va projectar fora de competició al 44è Festival Internacional de Cinema de Canes i dues setmanes després es va estrenar internacionalment. En general va rebre crítiques favorables, tot i que certes escenes, com una en què Madonna visita la tomba de la seva mare, van ser criticades. Madonna va ser nominada al premi Razzie a la pitjor actriu. Amb una recaptació mundial de 29 milions de dòlars, va ser el documental més taquiller de tots els temps fins que Bowling for Columbine el va superar el 2002. Madonna: Truth or Dare s'ha destacat com una pel·lícula innovadora pel seu retrat sense prejudicis de l'homosexualitat, i es va comparar amb el documental Paris Is burning (1990). També ha tingut influència en els reality show i la celebrity culture, inspirant paròdies i altres documentals relacionats amb la música.

## Argument
La pel·lícula comença el 6 d'agost de 1990, l'endemà de l'últim espectacle del Blond Ambition World Tour a Niça i Madonna recorda a la seva habitació d'hotel la gira.

## Gira
El Blond Ambition World Tour va ser la tercera gira musical de Madonna. Hi va presentar al seu quart àlbum d'estudi Like a Prayer i la banda sonora de Dick Tracy I'm Breathless. El gener de 1989, Pepsi-Cola va anunciar que havia signat un contracte de 5 milions de dòlars amb Madonna per a presentar el senzill «Like a Prayer» en un anunci de televisió. L'acord també incloïa que Pepsi patrocinaria la propera gira musical de Madonna, anunciada aleshores com a Like a Prayer World Tour. Després del llançament del videoclip de «Like a Prayer», on s'hi veia una església i símbols catòlics com els estigmes, la creu a l'estil del Ku Klux Klan i la Mare de Déu besant un sant negre, grups religiosos d'arreu del món, inclosa la Santa Seu, van protestar a causa de la blasfèmia en l'ús d'imatges cristianes i van demanar un boicot nacional a Pepsi i les filials de PepsiCo. La companyia va revocar l'anunci i va cancel·lar el contracte de patrocini amb Madonna. Sire Records va anunciar oficialment la gira mundial Blond Ambition el 16 de novembre de 1989.

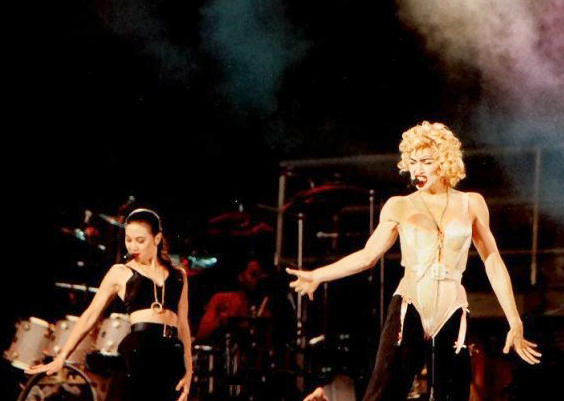
Madonna interpreta «Express Yourself» com a obertura del Blond Ambition World Tour

El concert es van dividir en cinc parts: «Metropolis», inspirada en la pel·lícula expressionista alemanya del mateix nom de 1927; «Religius» per als temes religiosos; «Dick Tracy» per la pel·lícula homònima i l'espectacle de cabaret; «Art Deco» inspirada en les primeres pel·lícules de Hollywood utilitzant les obres de l'artista Tamara de Lempicka; i la cinquena va ser un bis. La direcció d'art va anar a càrrec del germà de Madonna, Christopher Ciccone, mentre que el vestuari va ser creat pel dissenyador Jean-Paul Gaultier. Blond Ambition World Tour va ser un èxit comercial, amb una recaptació de més de 62,7 milions de dòlars en 57 concerts.

## Producció
El documental va ser dirigit per Alek Keshishian de Propaganda Films, que abans havia realitzat videoclips d'Elton John i Bobby Brown. David Fincher, que anteriorment havia dirigit els videoclips de Madonna d'«Express Yourself», «Oh Father» i «Vogue», i que al principi estava vinculat al projecte es va retirar poc abans que comencés la gira. Madonna es va interessar pel treball de Keshishian després de veure el seu projecte final a la Universitat Harvard: un curtmetratge titulat Wuthering Heights. Keshishian va plantejar de fer alguna cosa diferent, va veure que el backstage era com «una família disfuncional a la manera de Fellini» i va persuadir Madonna perquè fes una pel·lícula real centrada en això amb algunes actuacions intercalades.
Per gravar Madonna i el seu equip amb facilitat, Keshishian va col·locar les càmeres darrere dels miralls, va fer que l'equip de filmació sempre vestís de negre i no podien interactuar amb els subjectes. Cada nit després de la filmació registrava els esdeveniments del dia en un ordinador per fer un seguiment del metratge. Les entrevistes amb els ballarins i el personal de la gira es van fer les dues primeres setmanes al Japó, mentre que les actuacions es van rodar durant els tres concerts de París al juliol, fet que va permetre a Keshishian «planificar els números».
Es van rodar més de 200 hores de metratge, cosa que va portar el director més d'un mes i mig de feina per a muntar-lo fins a una durada raonable. El primer tall va durar més de 3 hores, però l'executiu de Miramax Films, Harvey Weinstein, va considerar que encara era massa llarg i va obligar a Keshishian a retallar-lo. La pel·lícula compta amb aparicions d'Al Pacino, Mandy Patinkin, Olivia Newton-John, Antonio Banderas, Sandra Bernhard, Kevin Costner i Warren Beatty, amb qui Madonna mantenia una relació en aquell moment.